# 敬川
敬川（うやがわ）は、島根県江津市および浜田市を流れ日本海に注ぐ河川。二級水系の本流である。

## 地理
島根県江津市跡市町付近に源を発し西に流れる。浜田市下有福町で北に向きを変え江津市敬川町で日本海に注ぐ。

## 流域の自治体
島根県
江津市、浜田市

## 支流
- 目田川
- 本明川
- 湯路川

## 流域の観光地
- 有福温泉（島根県江津市有福温泉町）